# Chlosyne palla
Chlosyne palla är en fjärilsart som beskrevs av Jean Baptiste Boisduval 1852. Chlosyne palla ingår i släktet Chlosyne och familjen praktfjärilar. Inga underarter finns listade i Catalogue of Life.

## Bildgalleri

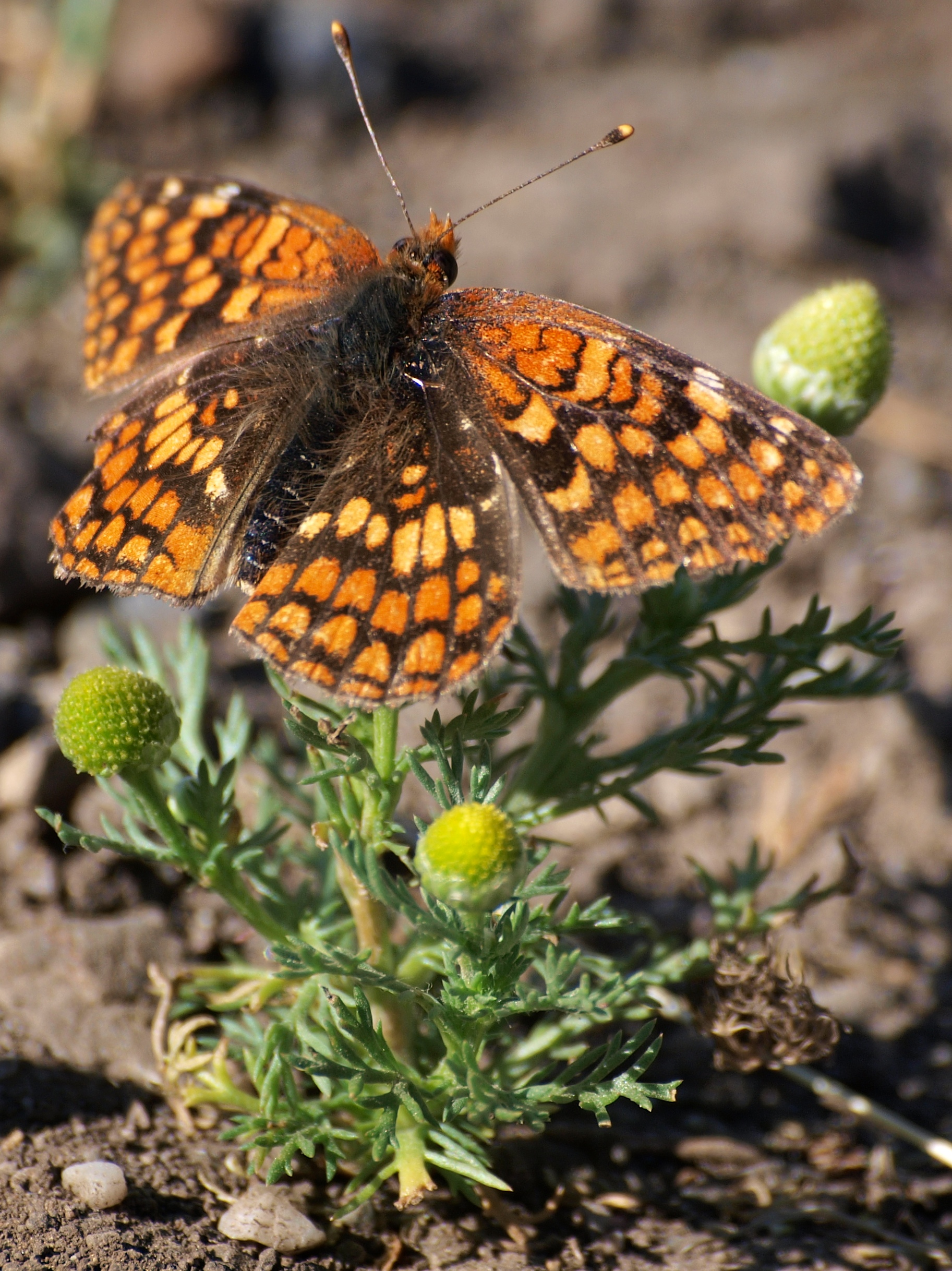